# Иска (Алба)
Иска (рум. Isca) насеље је у Румунији у округу Алба у општини Метеш. Општина се налази на надморској висини од 380 m.

## Становништво
Према подацима из 2002. године у насељу је живело 18 становника, од којих су сви румунске националности.